# Champagnac-la-Rivière
Champagnac-la-Rivière település Franciaországban, Haute-Vienne megyében. Lakosainak száma 591 fő (2022. január 1.). Champagnac-la-Rivière Saint-Laurent-sur-Gorre, Châlus, Champsac, La Chapelle-Montbrandeix, Cussac, Dournazac és Oradour-sur-Vayres községekkel határos.

## Népesség
A település népességének változása:
| Lakosok száma | 568  | 572  | 584  | 577  | 570  | 566  | 568  | 578  | 591  |
|               | 2013 | 2015 | 2016 | 2017 | 2018 | 2019 | 2020 | 2021 | 2022 |